# داهیر (فجیره)
داهیر یک منطقهٔ مسکونی در امارات متحده عربی است که در فجیره واقع شده‌است. داهیر ۳۵۶ متر بالاتر از سطح دریا واقع شده است.